# Anthia venator
Anthia venator es una especie de escarabajo del género Anthia, familia Carabidae. Fue descrita científicamente por Fabricius en 1792.

## Descripción
Puede alcanzar una longitud de 40 a 47 milímetros (1,6 a 1,9 pulgadas). Estos escarabajos son los carábidos más grandes del norte de África. Pasan las horas del día escondidos en madrigueras en la base de los arbustos. Por lo general, cazan varios insectos al atardecer.

## Distribución geográfica
Habita en Marruecos, Argelia, Túnez, Libia, Egipto, Siria, Sahara Occidental, Mauritania, Senegal, Gambia, Malí, Nigeria, Níger y Chad.